# Superfly (canção)
"Superfly" é uma canção de Curtis Mayfield, para a trilha sonora do filme de mesmo nome, lançada em 1972. Ela foi lançada como o segundo single do álbum, seguindo "Freddie's Dead (Theme From Superfly)" e alcançou a oitava posição nas paradas musicais da Billboard Hot 100.
Seu instrumental foi sampleado por diversos rappers, entre eles Beastie Boys, The Notorious B.I.G. e Nelly.